# Prunella Scales
Prunella Scales pseudonimo di Prunella Margaret Rumney Illingworth (Abinger, 22 giugno 1932) è un'attrice britannica.
È stata sposata con l'attore Timothy West. Dal matrimonio, terminato con la morte di lui nel 2024, sono nati due figli, entrambi attori: Samuel West e Joseph West.

## Filmografia

### Cinema
- Hobson il tiranno (Hobson's Choice), regia di David Lean (1954)
- La strada dei quartieri alti (Room at the Top), regia di Jack Clayton (1959)
- Il generale non si arrende (Waltz of the Toreadors), regia di John Guillermin (1962)
- Il cagnaccio dei Baskervilles (The Hound of the Baskervilles), regia di Paul Morissey (1978)
- I ragazzi venuti dal Brasile (The Boys from Brazil), regia di Franklin J. Schaffner (1978)
- L'avventuriera perversa (The Wicked Lady), regia di Michael Winner (1983)
- La segreta passione di Judith Hearne (The Lonely Passion of Judith Hearne), regia di Jack Clayton (1987)
- L'opera del seduttore (A Chorus of Disapproval), regia di Michael Winner (1988)
- Cioccolato bollente (Consuming Passions), regia di Giles Foster (1988)
- Casa Howard (Howards End), regia di James Ivory (1992)
- Wolf - La belva è fuori (Wolf), regia di Mike Nichols (1994)
- Un padre in prestito (Second Best), regia di Chris Menges (1994)
- Un'avventura terribilmente complicata (An Awfully Big Adventure), regia di Mike Newell (1995)
- Johnny English, regia di Peter Howitt (2003)
- Horrid Henry - Piccola peste (Horrid Henry: The Movie), regia di Nick Moore (2011)

### Televisione
- Fawlty Towers - serie televisiva (1975-1979)
- L'ispettore Barnaby (Midsomer Murders) - serie TV, episodio 3x04 (2000)

### Doppiatrice
- Il mondo di Peter Coniglio e dei suoi amici (The World of Peter Rabbit and Friends), regia di Bill Hayes - serie animata (1992-1995)

## Doppiatrici italiane
Nelle versioni in italiano dei suoi lavori, Prunella Scales è stata doppiata da:
- Lorenza Biella ne La segreta passione di Judith Hearne, L'opera del seduttore, Rosamunde Pilcher - I cercatori di conchiglie
- Alina Moradei in Casa Howard, Johnny English
- Fiorella Betti in Hobson il tiranno
- Angiolina Quinterno ne L'avventuriera perversa
- Angiola Baggi in Piccoli ladri di cavalli (doppiaggio tardivo 1992)

Da doppiatrice è sostituita da:
- Annamaria Mantovani ne Il mondo di Peter Coniglio e dei suoi amici